# 特警屠龍
《特警屠龍》是1988年上映之港產片，本片為特警三部曲的第一部，由冼杞然監製，黃永輝編劇，袁和平執導，張學友、任達華主演。

## 故事大綱
黃明克帶領著方信友、何雪玲、德叔、阿修及泰利搗破毒品交易。一次，幾人搗破了潮州雄的交易，潮州雄憤怒不已，發誓要報仇。
何雪玲及阿修為一對情侶，他們明天就要結婚了，方信友為了捉弄阿修，但這卻害死了阿修，修被前往報復的潮州雄槍殺，雪玲傷心不已，上司黃明克帶隊拘捕潮州雄，但是，隊員之一的德叔實為毒犯，和犯人合作，潮州雄打算威脅德叔，但被其槍殺。之後，德叔和毒犯交易，但被方信友拍下來了，好友泰利為德叔的徒弟，他視德叔為父親，卻發現方信友錄像帶，他一人前往尋找德叔，並與他攤牌，正當他打算拘捕德叔時，上司黃明克居然在泰利背後開了一槍，其實，幕後主使為黃明克，他行事其實心狠手辣，到底最後剩餘的幾名探員能逃過一劫嗎？

## 人物角色
| 演員   | 角色   | 粵語配音                    | 關係／備註 |
| 張學友 | 方信友 | 譚漢華                      | 阿友 反毒組探員 泰利之好友 阿美之男友 黃明克之下屬 最後和何雪玲合作，並在她的暗號下槍殺黃明克                                         |
| 鄭裕玲 | 何雪玲 | 鄭裕玲                      | 阿玲 反毒組探員 黃明克之下屬 方信友之同事 最後被黃明克脅持，但在和方信友的暗號下成功槍殺黃明克                                        |
| 任達華 | 黃明克 | 朱子聰 (預告片配音：黃志成) | 本片終極大反派 黃警官 方信友、何雪玲、泰利、阿修、德叔之上司 表面為警官，實為毒犯 性格心狠手辣 最後脅持何雪玲，但被其和方信友合作殺死 |
| 甄子丹 | 泰利   | 林保全                      | 綽號：辣手神探 反毒組探員 黃明克之下屬 德叔之徒弟，後反目 後在打算拘捕販毒的德叔時被黃明克槍殺                                        |
| 溫碧霞 | 阿美   | 盧素娟                      | 方信友之女友 後被黃明克派來的殺手拋下樓身亡                                                                                           |
| 吳孟達 | 德叔   | 黃子敬                      | 本片反派 阿德 泰利之師傅 表面為警官，實為毒犯 和黃明克合作，後反目 後和方信友殺死自己屋裏的殺手，並與其和好                           |
| 梁家仁 | 阿修   | 張炳強                      | 反毒組探員 黃明克之下屬 後被潮州雄槍殺                                                                                                |
| 馮克安 | 線人   |                             | 何雪玲之線人 被方信友毆打 |
| 王龍威 | 潮州雄 | 周永光                      | 小混混，槍殺阿修 後威脅德叔與自己合作時被其槍殺                                                                                       |
| 袁和平 | 八爺   |                             | 黑幫老大 介紹德叔給潮州雄 |

## 外部連結
- 豆瓣电影上《特警屠龍》的資料 （简体中文）